# Jose ben Zimra
Jose ben Zimra (o Rabbi Jose b. Zimra; ebraico: רבי יוסי בן זמרה) (Israele, II secolo – III secolo) era un saggio ebreo rabbino Tanna, della 5ª generazione tannaitica (180 - 220 e.v.), nel periodo di transizione tra Tannaim e Amoraim.
Proveniente da famiglia agiata, suo figlio sposò la figlia del rinomato Rabbi Judah haNasi. Alcuni sono dell'opinione che fosse un discendente di Re Davide. La maggioranza dei suoi scritti trattano dell'Aggadah e furono riportati dal suo allievo amora Eleazar ben Pedat, col nome di Zimra.